# Warwolves
Los Warwolves (español: Lobos de Guerra) son personajes ficticios que aparecen en los cómics estadounidenses publicados por Marvel Comics.

## Características
Los Warwolves eran originalmente un grupo de agentes extradimensionales de Mojo como parte de sus Wildways, originados de Mojoworld en el Mojoverse. Mojo originalmente diseñó a los Warwolves como un grupo de seis sirvientes sensibles canino / humanoide, creados artificialmente a través de ingeniería genética por los científicos de Mojo.
Los Warwolves son cazadores despiadados, con un fuerte sentido del humor y una afición por el entretenimiento televisado. Los Warwolves pueden permanecer erguidos sobre sus patas traseras o caminar o correr a cuatro patas; Sus patas delanteras pueden ser utilizadas como manos o pies. Los Warwolves son inmunes al ataque directo de la energía psiónica. Los Warwolves pueden rastrear a sus presas por el olor que hacen los caninos de la Tierra. Los lobos de guerra también poseen una notable habilidad de salto.
Los Warwolves tienen pieles lisas y lisas y tienen garras afiladas en cada pata. Los Warwolves tienen el poder de drenar la esencia vital de una víctima insertando sus lenguas en un orificio, lo que provoca que el esqueleto y los órganos internos de la víctima se desintegren, dejando una piel intacta. Los Warwolves pueden usar la piel y la ropa reales de la víctima para disfrazarse de esa persona, alterando su forma para parecerse a la presa a la perfección. Los Warwolves también pueden imitar las voces de sus víctimas o de otras personas. Un grupo de Warwolves puede crear psiónicamente un portal interdimensional y fusionarse en un solo ser mientras conserva sus cabezas y psiques individuales.

## Biografía ficticia
Los Warwolves (Bowzer, Ducks, Jacko, Popsie, Scarper y un Warwolf sin nombre) aparecieron por primera vez en la Tierra cuando Phoenix escapó del cautiverio de Mojo, y Mojo envió a los Warwolves a Londres para recapturarla. Los Warwolves, Nightcrawler y Gatecrasher de Technet pelearon por Rachel y durante la pelea, el Ferro original fue asesinado. Cuando Capitán Britania, Meggan, Nightcrawler y Shadowcat ayudaron a Rachel a derrotar a los Warwolves, se formaron como un equipo y se llamaron Excalibur, por primera vez. Los Warwolves se enfrentaron con Excalibur muchas veces, operando desde una guarida cerca del túnel de transporte subterráneo de Hob's End. Rachel mató a Bowzer en un encuentro y en otro, un Warwolf sin nombre fue asesinado.
Más tarde, los Warwolves restantes en la Tierra secuestraron a Shadowcat. En un intento por derrotar a los Warwolves de una vez por todas, Shadowcat en realidad usó su poder de eliminación gradual para unirse y controlar a los Patos; finalmente se escapó de los patos con la ayuda de su equipo. Los Warwolves fueron derrotados y capturados por Excalibur, y fueron enterrados en una jaula transparente en el Zoológico de Londres, donde se convirtieron en una atracción popular a pesar de su naturaleza peligrosa.
Los Warwolves se escaparían brevemente cuando los dos hombres supuestamente "muertos" Warwolves regresaran y se unieran a los cuatro cautivos, y mataran a personas que se parecían a los X-Men para hacerse pasar por los X-Men y emboscar a Excalibur. Capturaron a Rachel Summers, pero fueron forzados a través de un portal inter-dimensional por Excalibur, quien rescató a Summers.
Más tarde, cuando Roma percibió a Franklin Richards como una amenaza, no solo para su realidad doméstica (Tierra-616) sino para toda la realidad, envió a los Warwolves, Gatecrasher y su Technet a secuestrarlo. Roma teletransportó a los Cuatro Fantásticos y a Alyssa Moy (quien cuidaba a Franklin en ese momento) a Otro Mundo cuando se opusieron a su plan, para enfrentar la furia de todo el Cuerpo. Los Warwolves reaparecieron cuando escaparon del zoológico para vengarse del nuevo equipo de Excalibur, pero fueron rechazados y se escondieron.
Años más tarde, los Warwolves aparecieron en el empleo del comerciante de esclavos interdimensional Tullamore Voge. Cuando Nightcrawler y Bloody Bess invadieron el mercado de esclavos para niños de Voge para rescatar a los estudiantes de X-Men, Ziggy Karst y Scorpion Boy, Voge envió a los Warwolves a buscarlos. En ese encuentro, los Warwolves fueron acompañados por versiones semi-corpóreas de su tipo, llamados Ghostwolves. Casi lograron matar a Bess, pero fueron derrotados por Nightcrawler.

## En otros medios

### Televisión
- Los Warwolves aparecen en Avengers Assemble, episodio "Mundo Mojo".